# 2.º governo do Regime Joanino
O 2.º governo do Regime Joanino, nomeado a 15 de Janeiro de 1825 e exonerado a 1 de Agosto de 1826, foi dominado por 
José Joaquim de Almeida e Araújo Correia de Lacerda e Fernando Luís Pereira de Sousa Barradas, na qualidade de Ministro e Secretário de Estado dos Negócios do Reino, e de Ministro e Secretário de Estado dos Negócios Eclesiásticos e da Justiça, respectivamente.
A sua constituição era a seguinte:
| Cargo                                                                   | Detentor                                            | Período                                     |
| ----------------------------------------------------------------------- | --------------------------------------------------- | ------------------------------------------- |
| Ministro e Secretário de Estado dos Negócios do Reino                   | José Joaquim de Almeida e Araújo Correia de Lacerda | 15 de Janeiro de 1825 a 1 de Agosto de 1826 |
| Ministro e Secretário de Estado dos Negócios Eclesiásticos e da Justiça | Fernando Luís Pereira de Sousa Barradas             | 15 de Janeiro de 1825 a 1 de Agosto de 1826 |
| Ministro e Secretário de Estado dos Negócios da Marinha                 | Joaquim José Monteiro Torres                        | 15 de Janeiro de 1825 a 1 de Agosto de 1826 |
| Ministro e Secretário de Estado dos Negócios da Fazenda                 | Miguel António de Melo/Conde de Murça               | 15 de Janeiro de 1825 a 1 de Agosto de 1826 |
| Ministro e Secretário de Estado dos Negócios da Guerra                  | Conde de Barbacena, Francisco                       | 15 de Janeiro de 1825 a 1 de Agosto de 1826 |
| Ministro e Secretário de Estado dos Negócios Estrangeiros               | Silvestre Pinheiro Ferreira (interino)              | 15 de Janeiro de 1825 a ?                   |
| Ministro e Secretário de Estado dos Negócios Estrangeiros               | Conde de Porto Santo                                | ? a 1 de Agosto de 1826                     |

## Galeria

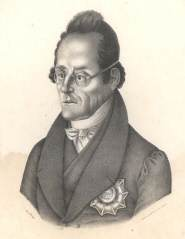
Silvestre Pinheiro Ferreira, ministro e secretário de Estado interino dos Negócios Estrangeiros
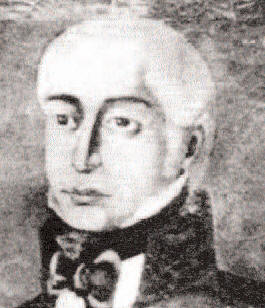
António de Saldanha da Gama, Conde de Porto Santo, ministro e secretário de Estado dos Negócios Estrangeiros
Francisco Furtado de Castro do Rio de Mendonça e Faro, Conde de Barbacena, ministro e secretário de Estado da Guerra